# Porsche-Diesel P 122
Der Porsche-Diesel P 122 war ein Traktor der Porsche-Diesel Motorenbau GmbH, die ihren Sitz in Friedrichshafen am Bodensee hatte und die Traktorenfertigung der Allgaier Werke von 1956 bis 1957 übernahm, wobei etwa 5800 Exemplare des Traktorenmodells produziert wurden. Der Porsche-Diesel P 122 war das Vorgängermodell des Porsche-Diesel Standard 208.
Der 1485 kg schwere Porsche-Diesel-Traktor verfügte über einen luftgekühlten Zweizylindermotor mit 16 kW, 1.644 cm³ und 2000/min, der als 4-Takt-Reihen-Wirbelkammer-Dieselmotor konzipiert war. Neben dem Kriechgang, der eine besonders langsame Fahrt ermöglichte, besaß der Porsche-Diesel P 122 ein Getriebe mit fünf Vorwärtsgängen und einem Rückwärtsgang. Abhängig von der Bereifung der Hinterräder, konnte der Porsche-Diesel-Schlepper somit Geschwindigkeiten von bis zu 28,2 km/h im Vorwärtsgang und 3,6 km/h im Rückwärtsgang erreichen. Das Getriebe des Schleppers war entweder mit einem Getrag-Getriebe oder einem ZF-Zahnrad-Getriebe ausgestattet. Außerdem verfügte der P 122 über eine Differenzialsperre, die das Durchdrehen der Reifen bei schlechter Bodenhaftung, verhindern sollte. Mit der fußbetätigten Innenbackenbremse konnte der Traktor auf den Hinterrädern gebremst werden. Der zuverlässige Ölbadfilter filterte zudem die Fremdpartikel aus der vom Motor angesaugten Luft in einem Ölbad heraus. Des Weiteren besaß der Porsche-Diesel P 122 eine feststellbare und unabhängige Handbremse, die das Getriebe bremste. Die Lenkbremse des Schleppers bremste die inneren Räder, wodurch ein kleinerer Kurvenradius erreicht wurde.
Ein Fernthermometer, mit dem die Temperatur des Motors in der Fahrerkonsole unter dem Lenkrad angezeigt wurde, gehörte zur Standardausstattung. Darüber hinaus konnte optional ein hydraulischer Kraftheber mit Dreipunktaufhängung oder ein Mähwerk bestellt werden.